# Автобан A5 (Німеччина)
Федеральний автобан 5 (A5, нім. Bundesautobahn 5) — довгий автобан у Німеччині. Його північний кінець є перетином трикутника Готтенбах (з A7. Південний кінець знаходиться на швейцарському кордоні поблизу Базеля. Він проходить через німецькі землі Гессен і Баден-Вюртемберг і з’єднується своїм південним кінцем зі швейцарським A2.
A5 проходить повз аеропорт Франкфурта.

## Історія

### Нацистська епоха
Будівництво першої ділянки між Франкфуртом і Дармштадтом було розпочато 23 вересня 1933 року Адольфом Гітлером. Пропаганда фальшиво називала проект «автобаном Фюрера» та «першим автобаном Німеччини», але гоночна траса АФУС у Берліні була відкрита у вересні 1921 року. Першим громадським автобаном було шосе Кельн-Бонн, яке було урочисто відкрито в серпні 1932 року (пізніше назване A555). Його було знижено до державного шосе (нім. Bundesstrasse.), щоб дозволити нацистській пропаганді проголошувати, що Рейхсавтобан Франкфурт-Дармштадт був першим у історії побудованим у Німеччині.

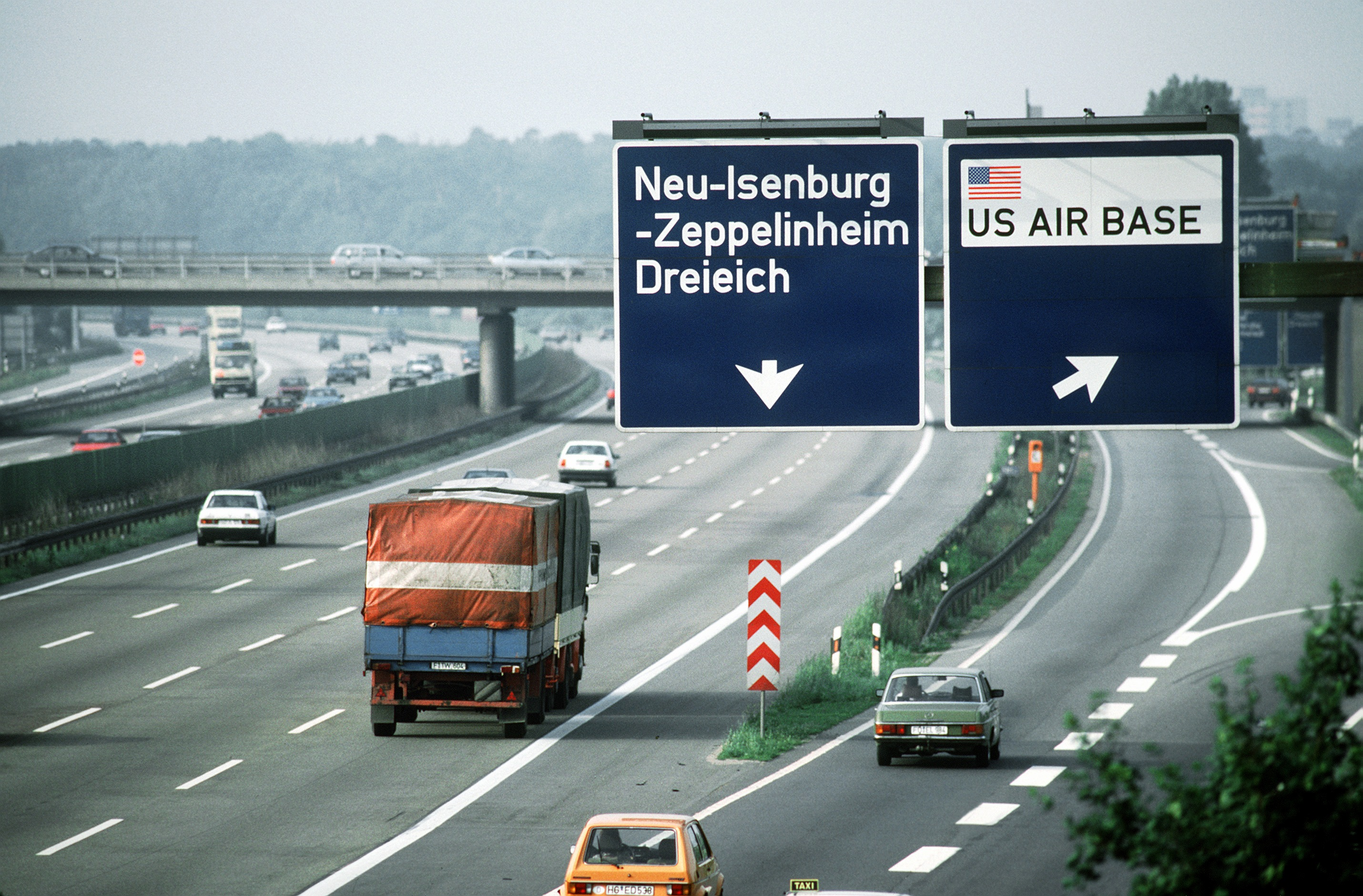
Виїзд з автомагістралі A5 до американської авіабази Рейн-Майн у 1988 рік.

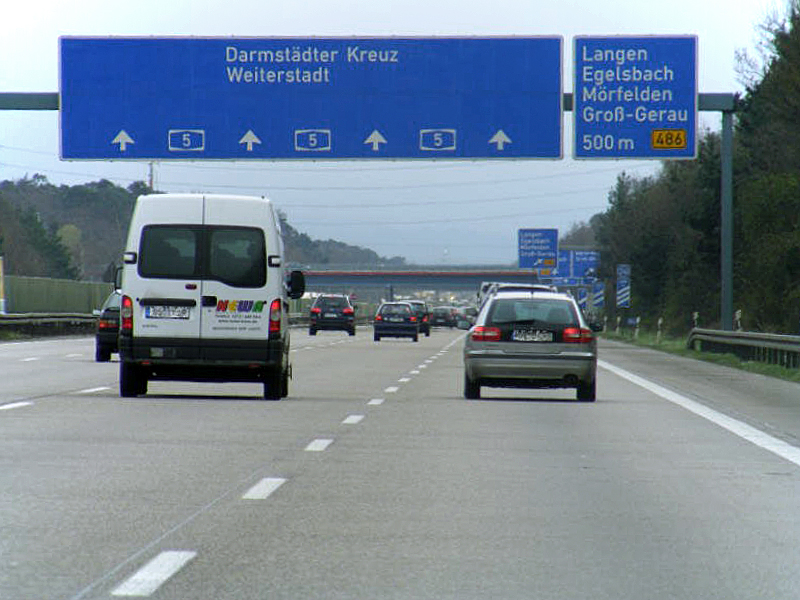
Рідкісне видовище в Європі: 4 смуги в кожному напрямку на 21 кілометр. Ділянка між Цеппелінхаймом і Дармштадтом, це найстаріший відрізок.

У 1926 році приватна асоціація запропонувала прокласти магістраль від Гамбурга через Франкфурт до Базеля (HaFraBa) – ці плани були зупинені в Рейхстазі коаліцією комуністів і нацистів. Гітлер все ще використовував ці плани після того, як прийшов до влади в 1933 році. Однак робота просувалася повільно, оскільки Гітлер віддавав перевагу маршрутам зі сходу на захід. HaFraBa було перейменовано на «Gesellschaft zur Vorbereitung der Reichsautobahnen», що перекладається як «Товариство з підготовки Рейхсавтобану».

### Після війни
Після війни плани продовжити A 5 на північ були залишені з екологічних причин. Натомість уже завершену ділянку запропонованої автомагістралі A48 поблизу Гіссена було використано для з’єднання A5 з A7 з Гамбурга. Маршрут HaFraBa був нарешті завершений у 1962 році, який привів до південного маршруту A5 Дармштадт, Гейдельберг, Карлсруе, Раштатт, Баден-Баден, Фрайбург, Вайль-на-Рейні, який закінчувався на швейцарському кордоні біля Базеля, на A98 і B3. Поблизу Франкфурта шосе є одним із найзавантаженіших у Німеччині: в середньому проїжджає 150 000 автомобілів на день.
Ділянка між Франкфуртом і Дармштадтом довжиною близько 25 км була першою і залишається найдовшою ділянкою автобану Німеччини з 8 смугами. A5 проходить багато кілометрів паралельно на захід від B3, перетинаючи B3 біля Rastatt. У місті Карлсруе A5 зустрічається з A8.
У травні 2019 року на 10-кілометровій ділянці автомагістралі A 5 на південь від Франкфурта була встановлена контактна мережа для гібридних вантажівок. Siemens побудував лінії за допомогою Scania AB, яка надала вантажівки.